# كارلوس إدواردو بيند غوستي
كارلوس إدواردو بيند غوستي (بالبرتغالية: Carlos Eduardo Bendini Giusti‏) (27 أبريل 1993 في ساو باولو في البرازيل – )؛ هو لاعب كرة قدم سابق كان يلعب كمدافع.

## وصلات خارجية
- كارلوس إدواردو بيند غوستي على موقع رابطة كرة القدم اليابانية للمحترفين (اليابانية)
- كارلوس إدواردو بيند غوستي على موقع إي إس بي إن إف سي (الإنجليزية)
- كارلوس إدواردو بيند غوستي على موقع قاعدة بيانات كرة القدم.إي يو (الإنجليزية)
- كارلوس إدواردو بيند غوستي على موقع Soccerway.com (الإنجليزية)
- كارلوس إدواردو بيند غوستي على موقع عالم كرة القدم.نت (الإنجليزية)